# Siège de Maiozamalcha
Campagne de Julien en Perse
Batailles
- Siège de Firuz Chapour
- Siège de Maiozamalcha
- Bataille de Ctésiphon
- Bataille de Maranga
- Bataille de Samarra

Le siège de Maiozamalcha est une bataille entre les forces romaines et la cité fortifiée de Maiozamalcha défendue par les Sassanides, lors de la campagne de Julien en Perse, en 363. 
La ville est investie par surprise par un travail de sape, elle est mise à sac, ses défenseurs et ses habitants sont massacrés.

## Déroulement
Le 8 mai, les Romains parviennent sous les murs de Maiozamalcha, située à une quinzaine de kilomètres de Ctésiphon. Julien envoie Flavius Victor à la tête d'un fort contingent pour explorer la voie jusqu'à la capitale perse, prévenir une contre-attaque perse et construire des ponts pour faciliter le passage de l'armée. L'empereur met en place le siège de Maiozamalcha dans laquelle de nombreux habitants de la région se sont réfugiés. Julien doit encore se défendre les armes à la main lors d'une sortie des assiégeants.  
La cité est protégée par deux enceintes, des douves et 16 puissantes tours. Les Romains se lancent dans de grands terrassement (circonvallation et contrevallation), pour combler les fossés, aménager une plateforme pour passer par-dessus les remparts et engagent dans différents endroits, des travaux de sape, sous le commandement de Dagalaiphus et de Nevitta. Dans les deux premiers jours du siège, les Romains subissent des tirs incessants et sont bombardés d'un mélange enflammé de terre et d'asphalte contre lequel les tortues, béliers et mantelets ont du mal à résister. Au troisième jour, les sapeurs ont réussi à presque percer une brèche dans le rempart. Julien décide d'attendre la nuit pour effectuer la percée, sous le couvert d'une attaque de diversion. Le plan fonctionne parfaitement, les défenseurs sont pris par surprise et toute la cité tombe entre les mains des Romains. Bien que Julien ait demandé de faire de préférence des prisonniers, ses troupes se livrent à un massacre sans distinction des soldats et des habitants, hommes, femmes et enfants. 
Julien récompense les soldats qui ont réussi la percée avec des couronnes obsidionales, renouant avec une tradition romaine tombée en désuétude. Il ne prélève rien sur le butin pour le laisser aux troupes et aux officiers.

### Sources anciennes
- Ammien Marcellin, Res gestae [détail des éditions] [lire en ligne], IVe siècle.

### Ouvrages contemporains
- (en) Michael Decker, The Sasanian Empire at War, Yardley, Westholme Publishing, 2022, 320 p. (ISBN 9781594163692).
- (en) Kaveh Farrokh, The Armies of Ancient Persia: The Sassanians, Barnsley, Pen & Sword Military, 2023, 504 p. (ISBN 9781399024815).
- Lucien Jerphagnon, Julien dit l'Apostat, Paris, Tallandier, 2018, 364 p. (ISBN 9791021046122).
- Paméla Ramos, La véritable histoire de Julien, Les Belles Lettres, 2012, 108 p. (ISBN 9782251040127).
- (en) Touraj Daryaee, Sasanian Persia, I.B.Tauris, 2014, 256 p. (ISBN 9780857716668).
- Catherine Wolff, La campagne de Julien en Perse, Paris, Lemme Edit, 2010, 108 p. (ISBN 978-2-917575-12-3).